# Aristomorphus rutilus
Aristomorphus rutilus är en skalbaggsart som beskrevs av Lewis 1913. Aristomorphus rutilus ingår i släktet Aristomorphus och familjen stumpbaggar. Inga underarter finns listade i Catalogue of Life.